# فرانك دجا دجيدجي
فرانك دجا دجيدجي (بالفرنسية: Franck Dja Djédjé)‏ (من مواليد 2 يونيو 1986) لاعب كرة قدم من كوت ديفوار يلعب كمهاجم لكايزار في دوري كازاخستان الممتاز.

## المسيرة الرياضية

### مع الأندية
جاء دجا دجيدجي إلى فرنسا من بلد ميلاده ساحل العاج في سن 12 سنة حيث وقع مع سوليتير دي باريس على مستوى الشباب قبل الانتقال إلى فريق الشباب في باريس سان جيرمان في سن 13 سنة. منذ صعوده إلى صفوف الفريق الأول أعير إلى بريست لموسم 2004-2005. للموسم 2006-2007 أعير إلى غرونوبل في الدرجة الثانية. في 30 يناير 2009 انتقل إلى فريق منافس آخر وهو ستراسبورغ وفي 31 أغسطس 2009 قام فان باستعارته.
وقع مع أرليه أفينيون من الدرجة الأولى في يوليو 2010.
في 26 أغسطس 2011 أُعلن أنه سينتقل إلى نيس من الدرجة الأولى حيث وقع عقدًا لمدة ثلاث سنوات. انضم إلى الفريق لأنه غالباً ما يوصف بأنه «رجل لطيف» طوال طفولته.
في بداية مارس 2014 غادر دجا دجيدجي تشورنومورتس أوديسا بسبب الاضطرابات المدنية التي سببتها الثورة الأوكرانية 2014 ووقع عقد لمدة ثلاثة أشهر مع ساربسبورغ النرويجي في نهاية الشهر. بعد انتهاء عقده مع ساربسبورغ وقع دجا دجيدجي مع دينامو مينسك في 2 سبتمبر 2014 على العقد حتى نهاية الموسم مع خيار التمديد.
في 5 يناير 2015 وقع دجا جديدجي لصالح هيبرنيان. فسخ عقده في نهاية الموسم لينتقل إلى الشحانية القطري في يونيو 2015. غادر الشحانية في يوليو 2016.
في يناير 2017 خضع دجا دجيدجي للتجربة في إيرتيش بافلودار من دوري كازاخستان الممتاز.
في 7 يوليو 2017 وقع دجا ديجيدجي مع كايزر حتى نهاية الموسم.

### مع المنتخب
لعب دوليا لفرنسا في منتخبات تحت 17 سنة وتحت 18 سنة وأقل من 19 سنة حيث لعب مباريات كثيرة. في عام 2005 فاز ببطولة أوروبا تحت 19 سنة مع فرنسا في بلفاست.
في عام 2008 تم اختياره لتمثيل ساحل العاج في دورة الألعاب الأولمبية الصيفية 2008 مباشرة قبل الموعد النهائي لنقل جنسيته في عيد ميلاده الحادي والعشرين.

## إحصائيات المسيرة الرياضية

### مع الأندية
آخر تحديث 21 يناير 2017..
| النادي        | الموسم        | الدوري              | الدوري    | الدوري  | الكأس     | الكأس   | كأس الدوري | كأس الدوري | القارة    | القارة  | أخرى      | أخرى    | المجموع   | المجموع |
| النادي        | الموسم        | الدرجة              | المباريات | الأهداف | المباريات | الأهداف | المباريات  | الأهداف    | المباريات | الأهداف | المباريات | الأهداف | المباريات | الأهداف |
| ------------- | ------------- | ------------------- | --------- | ------- | --------- | ------- | ---------- | ---------- | --------- | ------- | --------- | ------- | --------- | ------- |
| ساربسبورغ 08  | 2014          | الدوري الممتاز      | 14        | 2       | 4         | 4       | —          | —          | —         | —       | —         | —       | 18        | 6       |
| ساربسبورغ 08  | المجموع       | المجموع             | 14        | 2       | 4         | 4       | —          | —          | —         | —       | —         | —       | 18        | 6       |
| دينامو مينسك  | 2014          | الدوري الممتاز      | 6         | 3       | 0         | 0       | —          | —          | 6         | 0       | —         | —       | 12        | 3       |
| دينامو مينسك  | المجموع       | المجموع             | 6         | 3       | 0         | 0       | —          | —          | 6         | 0       | —         | —       | 12        | 3       |
| هيبرنيان      | 2014-15       | البطولة الاسكتلندية | 11        | 2       | 3         | 1       | 0          | 0          | —         | —       | 1         | 0       | 15        | 3       |
| هيبرنيان      | المجموع       | المجموع             | 11        | 2       | 3         | 1       | 0          | 0          | —         | —       | 1         | 0       | 15        | 3       |
| المجموع الكلي | المجموع الكلي | المجموع الكلي       | 31        | 7       | 7         | 5       | 0          | 0          | 0         | 6       | 0         | 1       | 45        | 12      |

1. ↑  يشمل كأس كازاخستان..
2. ↑  يشمل الدوري الأوروبي.

## الحياة الشخصية
لديه الجنسيتين الفرنسية والإيفورية المزدوجة.